# Yusuke Murakami
Yusuke Murakami (født 27. april 1984) er en japansk fodboldspiller.
Han har spillet for flere forskellige klubber i sin karriere, herunder Kashiwa Reysol, Albirex Niigata, Ehime FC og V-Varen Nagasaki.